# Yvonne Cernota
Yvonne Cernota (* 19. September 1979 in Halberstadt; † 12. März 2004 in Berchtesgaden) war eine deutsche Bobfahrerin.
Cernota studierte in Halle (Saale) Biochemie. Als Anschieberin gehörte sie dem Team von Bobpilotin Cathleen Martini an. Bei der Weltmeisterschaft 2003 gewannen sie zusammen die Bronzemedaille im Zweierbob. Im Winter 2003/2004 bestätigten sie diesen Erfolg mit dem Gewinn der Europameisterschaft und einem vierten Platz bei der Weltmeisterschaft in Königssee.
Am 12. März 2004 fuhr sie als Pilotin bei einem Trainingslauf auf der Bob- und Rodelbahn am Königssee (Berchtesgadener Land) im unteren Bahnbereich in einer Kurve im spitzen Winkel gegen die Innenbande und wurde aus der Bahn geschleudert. Bei dem Unfall zog sie sich schwere Kopfverletzungen zu, denen sie auf dem Weg ins Krankenhaus von Berchtesgaden erlag. Ihr Mitfahrer Stefan Grandi wurde aus dem Bob geschleudert und erlitt Verletzungen am Arm. Die Polizei Traunstein geht von einem Fahrfehler aus.